# Leptocircini
Leptocircini (trước đây là Graphiini) là một tông bướm gồm chi Eurytides, Graphium và Lamproptera.

## Hình ảnh

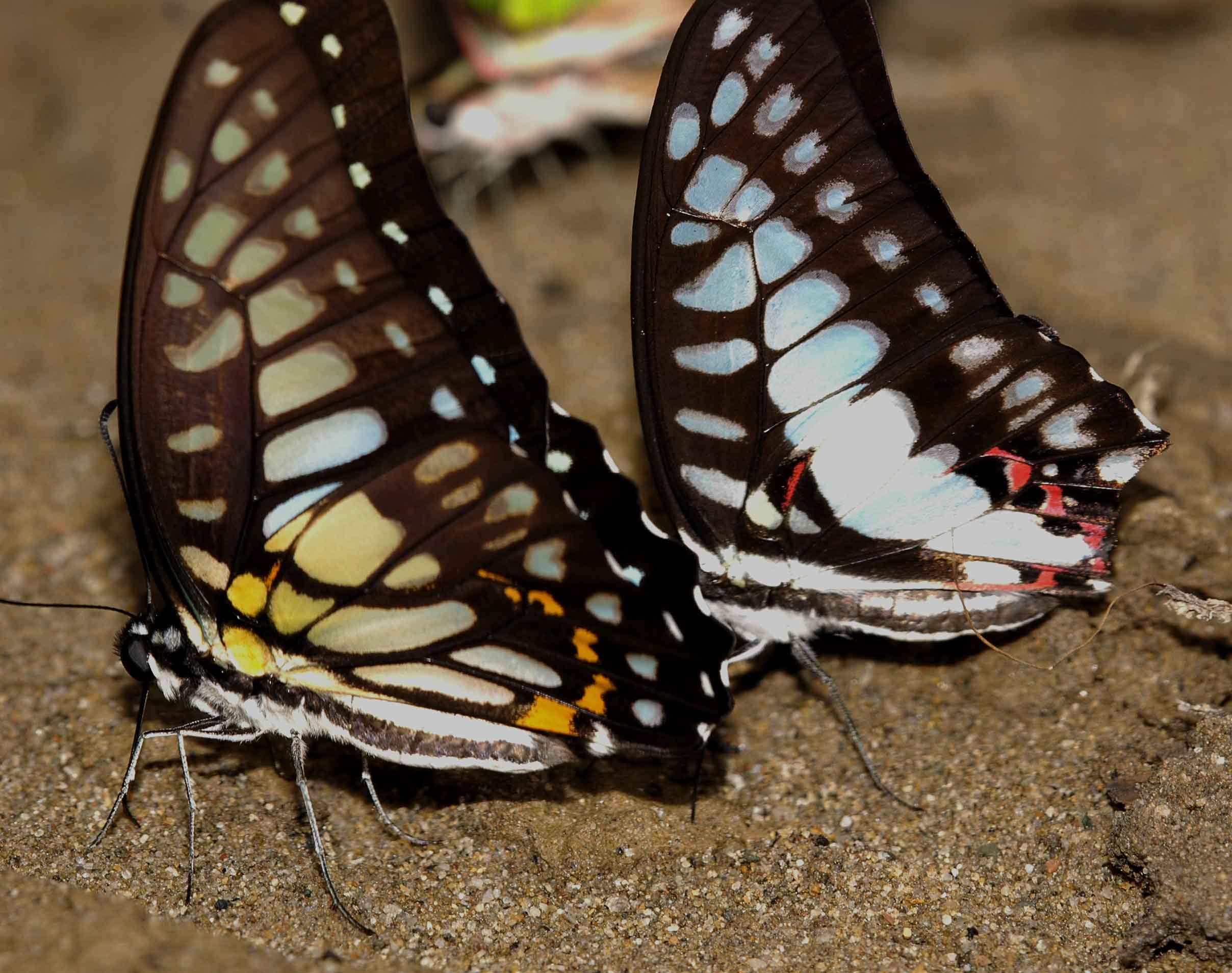
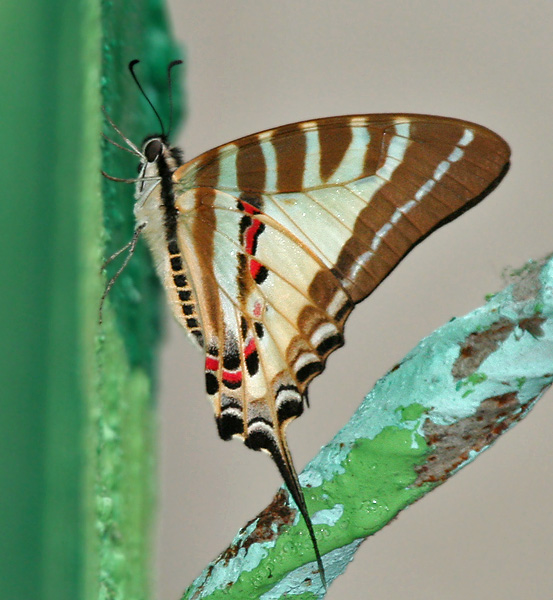